# Szibériai kőszáli kecske
A szibériai kőszáli kecske (Capra sibirica) az emlősök (Mammalia) osztályának párosujjú patások (Artiodactyla) rendjébe, ezen belül a tülkösszarvúak (Bovidae) családjába és a kecskeformák (Caprinae) alcsaládjába tartozó faj.
Korábban az alpesi kőszáli kecske (Capra ibex) alfajának vélték, Capra ibex sibirica név alatt.

## Előfordulása
Mongóliában, Oroszországban, Pakisztánban, Üzbegisztánban, Tádzsikisztánban, Kirgizisztánban, Kazahsztánban, Indiában, Kínában és Afganisztánban fordul elő.

## Megjelenése
A bak 88-110 cm, testtömege 60–130 kg. A nőstény kisebb, mint a bak. A nyári szőrzet rövid, amely télre hosszúra nő, tömött és fürtös lesz, oldali sörénnyel és vastag állszőrzettel. A szín változó, de nyáron általában a sárgás- vagy szürkésbarna valamely árnyalata, sötétebb oldalcsíkkal, sötét hasi részekkel és lábakkal, és a világosabb nyereg nélkül. A téli szőrzet sárgásfehér, és általában van egy nagy, világos nyeregfolt. Az oldalcsík, farok és szakáll feketés-barna.

## Életmódja
Társas állat, 40-50 – általában több – állatból áll egy csorda. Az öreg bakok gyakran magányosak, vagy 3-4 tagú kisebb csoportokba verődnek. Tápláléka levelek, fakéreg, növényi szárak, gyümölcsök, virágok és zuzmók. A párzási időszak november táján van, akkor csatlakoznak a bakok a csordához és keverednek összetűzésbe egymással. A nőstény vemhességének ideje 155-180 nap, ennek végén 1-2 – ritkán 3 – gida jön világra. Az elválasztás fokozatos. Az ivarérettséget 1,5-2 éves korban éri el. A faj maximális élettartama 16 év.

## Állatkertekben
Magyarországon csak a Veszprémi Állatkertben látható szibériai kőszáli kecske.

## Fordítás
- Ez a szócikk részben vagy egészben  a   Siberian Ibex című angol Wikipédia-szócikk fordításán alapul.  Az eredeti cikk szerkesztőit annak laptörténete sorolja fel. Ez a jelzés csupán a megfogalmazás eredetét és a szerzői jogokat jelzi, nem szolgál a cikkben szereplő információk forrásmegjelöléseként.